# Anna Schilling
Anna Schilling (ur. ok. 1490, zm. po 1543) – gospodyni i domniemana konkubina Mikołaja Kopernika.

## Życiorys
Urodziła się około 1490 jako córka Henryka Krügera i pochodziła z zamożnej, gdańskiej rodziny . Była dosyć blisko spokrewniona z Kopernikiem (istnieje dość prawdopodobna teza, że była jego kuzynką) . Poślubiła Arendta von der Schillinga, z którym miała kilkanaścioro dzieci . Jej mąż był także opiekunem prawnym grupy sierot, którymi zajmowali się w latach 1529–1536 i prawdopodobnie w tym okresie Kopernik poznał Annę. Była ona wówczas mężatką, żyjącą w separacji. Arendt von Schilling zmarł lub opuścił żonę około roku 1537, a rok później Anna została gospodynią astronoma we Fromborku .
Większość badaczy kopernikańskich jest zgodna, że pomiędzy Mikołajem Kopernikiem a Anną Schilling istniała zażyłość. Relacje współczesnych Kopernikowi nakazują podejrzewać, że astronom był bardzo oddany swojej gospodyni, co wskazuje na fakt, że łączyła ich więcej niż przyjaźń. Około 1 grudnia 1538 roku biskup warmiński Jan Dantyszek zwrócił się listownie do kanonika fromborskiego Feliksa Reicha, by ten, w jego imieniu, publicznie potępił Kopernika za związek z kobietą. Z listu Reicha do biskupa, datowanego na 23 stycznia 1539, wynika że kanonik wzbraniał się przed sprawianiem swojemu przyjacielowi problemów, zwłaszcza że utrzymywał, iż nie zauważył niewłaściwego zachowania obojga.
Dantyszek listownie kilka razy nakazywał Kopernikowi, aby usunął tę kobietę ze swojego domu, astronom jednak odwlekał tę decyzję, tłumacząc to trudnościami w znalezieniu dla niej nowego lokum. Ostatecznie w styczniu 1539 Anna Schilling opuściła Frombork i wyjechała do Gdańska. Z późniejszej korespondencji kanoników z biskupem wynika, że Annie nie pozwolono na powrót do Fromborka także po śmierci Kopernika w 1543. O jej dalszym życiu nie wiadomo nic poza tym, że przeżyła Kopernika .